# 兰纳尔斯县 (德克萨斯州)
蘭納爾斯縣（英語：Runnels County）位美國德克薩斯州中部的一個縣。面積2,738平方公里。根据美國2000年人口普查，共有人口11,495人。縣治巴林傑（Ballinger）。
成立於1858年2月1日，縣政府成立於1880年2月16日。縣名可能紀念州長哈定·理查·蘭納爾斯（Hardin Richard Runnels）或州參議員海勒姆·G·蘭納爾斯（Hiram G. Runnels）兩者之一。